# Macrocephalon maleo
Il maleo,  anche maleo di Celebes o maleo delle Celebes  (Macrocephalon maleo Müller, 1846)  è un uccello  della famiglia dei Megapodiidi, endemico dell'isola di Sulawesi (Indonesia). È l'unica specie nota del genere Macrocephalon Müller, 1846.

## Descrizione
È un megapodide nerastro di medie dimensioni (circa 55 cm di lunghezza), con pelle nuda facciale gialla, iride bruno-rossastra, becco arancio-rossastro e regioni ventrali rosa salmone. La sommità del capo è ornata da una sorta di casco nero. I piedi, di colore azzurro-grigiastro, sono muniti di quattro lunghi artigli affilati, separati da una membrana. I sessi sono quasi simili, ma le femmine sono più piccole e di colore più scialbo.

## Distribuzione e habitat
Il maleo è endemico dell'isola indonesiana di Sulawesi. Si incontra nelle foreste tropicali, sia di pianura che di collina, ma nidifica in distese aperte di sabbia, suoli vulcanici o spiagge riscaldate dal sole o dall'energia geotermica, i quali forniscono il calore necessario all'incubazione. Altre specie di megapodio, invece, sfruttano a tale scopo tumuli di materiale organico in decomposizione.

## Biologia
Il maleo è monogamo e i membri di ciascuna coppia rimangono tutto il tempo vicini. La sua dieta comprende soprattutto frutta, semi, formiche, termiti, coleotteri e altri piccoli invertebrati.
Le uova del maleo sono grandi quasi cinque volte quelle del pollo domestico. La femmina le depone e ricopre in una profonda cavità nella sabbia e lascia che sia il calore solare o vulcanico a incubarle. Dopo la schiusa, i piccoli si aprono la strada attraverso la sabbia e corrono a nascondersi nella foresta. Già a pochi giorni di vita sono in grado di volare e divengono del tutto indipendenti: devono trovare da soli il cibo necessario, nonché difendersi dagli attacchi di predatori come lucertole, pitoni, maiali selvatici o gatti.

## Conservazione
La specie è protetta dal governo indonesiano fin dal 1972. A causa della continua perdita dell'habitat, dell'areale limitato, dell'elevato tasso di mortalità dei pulcini e, in alcune aree, della caccia sconsiderata, il maleo viene classificato tra le specie in pericolo dalla Lista rossa IUCN delle specie minacciate. La CITES lo colloca in Appendice I. Parte del suo areale ricade all'interno del Parco nazionale di Lore Lindu.
Nel 2009 la Wildlife Conservation Society, un'associazione ambientalista americana, insieme al governo locale delineò un'area di spiaggia di 150.000 m², dove erano presenti circa 40 nidi di maleo, nel tentativo di fornire un'ulteriore protezione a questa specie.
Tuttora la Alliance for Tompotika Conservation lavora con le comunità di Sulawesi per educare i locali sulle condizioni critiche del maleo e impedirne così la raccolta delle uova. Esse non sono una delle fonti di cibo principali dei locali, ma costituiscono una prelibatezza molto popolare.